# Marie Mancini
|  | Per a altres significats, vegeu «Marie-Anne Mancini». |

Marie Mancini (Roma, 28 d'agost de 1639 - París, 8 de maig de 1715) princesa Colonna, que pertanyia a la família Mancini.
El 1653 anà a París amb Philppe i Hortense, quan comptava tres anys. Va romandre un any i mig en el convent de la Visitació del barri de Saint Jacques, i el 1656 feu la seva entrada en la cort; fou companya de jocs d'infància del rei, i en ocasió que aquest restà malalt a Calais després del setge de Dunkerque, en juliol de 1658, manifestà un interès tan sincer per la salut del monarca, que aquest, en assabentar-se, s'enamorà de la jove, i tal vegada s'hagués casat amb ella, de no intervenir l'oposició del mateix Mazzarino.
Marie es casà amb el príncep Lorenzo Onofrio Colonna, gran conestable de Nàpols i, més tard, virrei d'Aragó. Fou rebuda a Milà pel seu espòs, al qual aportà en dot 1.000.000. Aquest matrimoni, molt feliç al principi, es feu notar per les festes que donava al palau Colonna, de Roma, però a partir de 1666 començaren les dissensions entre els cònjuges, i el príncep Colonna des de llavors portà una vida llicenciosa.
El 1669, a conseqüència d'haver-li estat negada l'autorització per passar a Venècia, pensà a fugir, i el 29 de maig de 1672, amb la seva germana, la duquessa de Mazzarino. Marie fugí de Roma disfressada d'home, i embarcant-se a Gènova passaren a La Ciotat. Havent-les-hi prohibit d'anar a París, es traslladaren a Ais de Provença, on foren rebudes per Françoise de Sévigné, madame de Grignan. Hortense no volgué continuar al costat de la seva germana, per la qual cosa es dirigí a Torí, però Marie, més agosarada, arribà fins a Fontainebleau. Però Lluís XIV es negà a rebre-la, i no li restà més remei que abandonar el Regne de França i refugiar-se als Països Baixos, subjectes al domini d'Espanya. El seu espòs influí perquè fos detinguda a Anvers, i més tard la tancà en un convent de Brussel·les, però aconseguí fugir i arribar a Espanya, i desembarcà el 1674 a Sant Sebastià.
Va romandre en la península per espai de disset anys, i durant aquest temps passà moltes vicissituds; restà en el convent Santo Domingo el Real, encara que sense pronunciar cap mena de vot; el desembre de 1680 fou empresonada en la torre de Segòvia, després ingressà en el convent de la Concepció d'aquella ciutat, i més tard en un altre de Madrid. La mort del seu espòs, ocorreguda l'abril de 1689, li retornà la independència, però encara va romandre a Espanya fins al 1691, en què va fer un viatge a Gènova per abraçar els seus fills.
Torna a Espanya l'any següent, suposant-se que aquesta segona permanència en aquest país no fou aliena a determinades gestions relacionades amb la política francesa. El setembre de 1705 feu una visita al seu germà, Philippo Juliano, comte de Nevers, que residia a Passy-lès-Paris, i per acabar, fixà la seva residència a Roma.

## Descendència
Tingué tres fills:
- Filippo, príncep Colonna (1663-1714);
- Marcantonio;
- Carlo, que assolí el barret cardenalici. Aquest desgraciat príncep escriví el tractat sobre astrologia Discorso astrosofico delle mutazioni de tempi ed d'altri accidenti mondani dell'anno 1671 (Mòdena, 1670, i unes memòries titulades Apologie (Leiden, 1678).